# Свинья (игра в кости)
«Свинья» — очень простая игра в кости. Используется только одна игральная кость, количество игроков не ограничено.

## Правила игры
Цель игры — бросая кость, набрать 100 очков. Перед игрой все игроки бросают кость, первым начинает тот, у кого выпало наименьшее значение. 
Ход представляет собой серию бросков и заключается в следующем: игрок бросает кость неограниченное число раз и суммирует выпадающие значения. Однако если выпадает единица, вся сумма, набранная за ход, аннулируется и ход переходит к следующему игроку. Игрок может завершить свой ход в любой момент.
Все игроки имеют право на одинаковое количество ходов.

## Разновидности
- "Свинья с двумя костями". Правила аналогичны с одной костью, но вводятся всего три дополнительных правила, резко увеличивающие азарт и сложность: 1) используются две кости; 2) Броско аннулируется, если на костях выпали одинаковые значения (6-6, 5-5 и т.д.); 3) побеждает тот, кто первым наберет 200 или более очков.
- "Сысна".  Классическая "Свинья" (как с одной костью, так и с двумя) имеет явный недостаток  - при числе участников более четырех, игра чересчур затягивается, так как участникам приходится долго ждать очереди своего хода. "Сысна" лишена этого недостатка, поэтому позволяет играть любому числу участников (вплоть до 20) без увеличения продолжительности партии.

Количество участников – любое (в отличие от «Свиньи» чем больше участников, тем интереснее). Необходимо две кости. Один участник становится ведущим, его можно выбрать жребием. Ведущий тоже играет на равных правах, как и все. Игра полностью аналогична «Свинье», за исключением следующих дополнений.
1. Игра состоит из раундов, и во время одного раунда кости всё время бросает один участник (ведущий).
2. Начинается первый раунд с того, что ведущий бросает обе кости, громко объявляя сумму двух костей. Все остальные участники, начиная с левого соседа ведущего, по очереди говорят: «Играю!» или «Хватит!». Последним говорит сам ведущий.
3. Если какой-то участник сказал «Хватит!», то в данном раунде он больше не играют. Если еще остались участники, которые сказал «Играю!», то ведущий продолжает бросать.
4. Если выпал «чирик» (единичка на красной кости, если для игры используются красная и белая кости; или дубль, если две одинаковые кости), то все оставшиеся участники «сгорают», то есть в данном раунде не получают никаких очков (очки предыдущих раундов при этом, разумеется, сохраняются). Другие же участники, успевшие сказать «Хватит!», записывают на свой счет набранные очки на момент, когда они сказали «Хватит!».
5. Если закончился первый раунд, то начинается второй, в котором ведущим становится левый сосед прежнего ведущего. И так всё повторяется заново.
6. Если самый первый бросок ведущего оказался «чириком», то в этом случае ведущий бросает еще раз и так до тех пор, пока не выпадут другие значения. Обратим внимание, что это относится только к самому первому броску.
7. Как обычно, выигрывает тот, кто первым наберет 200 или более очков. Окончание игры возможно в двух вариантах, и какой выбрать, надо оговорить перед игрой. Рассмотрим оба.
8.1 Азартное окончание. Даже если кто-то набрал 200 или более очков и сказал «Хватит!», но пока раунд не закончился, то это еще не означает победу набравшего 200 очков – вполне возможно, что из тех, кто еще играет, за текущий раунд при следующих бросках смогут набрать 200 и более очков, и если к моменту окончания раунда несколько участников набрали 200 и более очков, то в этом случае побеждает тот, у кого окажется больше всех очков. Именно по этой причине ближе к концу игры очень важно соблюдать как очередность ходов для броска, так и очередность того, кто говорит «Хватит!» или «Играю!».
Покажем пример этого важного момента.
''…Пусть участников четверо: А (165 очков), Б (172), В (180), Г (150). Бросает участник А, выпало 11, и все по очереди (Б, В, Г, А) говорят: «Играю». Участник А бросает второй раз, выпало – 10, Б говорит: «Играю», В: «Хватит!» (и набирает всего 201 очко), Г и А: «Играю». А бросает в третий раз, и выпало – 10 очков. Первое слово у левого соседа А, то есть у Б, и он в больших размышлениях. Почему?''
''Если сейчас Б скажет «Хватит!», то наберет 203 очка, обойдет по очкам участника В, но проблема в том, что другие участники (Г и А) несомненно продолжат играть, чтобы обойти его (им терять нечего), и особенно опасен участник А, который всего за один следующий бросок может его обойти. Может, стоит сказать «Играю» и остановиться после следующего броска? С другой стороны, если Б продолжит играть, то четвертым броском может выпасть «чирик», и тогда побеждает участник В. Как быть? Здесь трудно дать советы. Всё зависит от атмосферы текущей игры и интуиции.''
8.2 Справедливое окончание. Вариант 8.1 во многом случаен из-за того, что если кто-то в раунде набрал 200 очков и остановился, то все остальные участники продолжают играть (они вынуждены это делать), пока не превзойдут остановившегося, и в этом момент как никогда велик случай. Получается, что участник, который до последнего раунда был ближе всех к победе (у него было больше всех очков до 200), на самом деле почти не имеет никакого преимущества перед отстающими. Это не совсем справедливо. Поэтому победителя лучше определять иначе – как только кто-то первым набирает 200 или более очков и скажет «Хватит!», то игра сразу заканчивается, и этот игрок считается победителем, и при этом не важно, что раунд не закончился. При таком окончании тот участник, который очков ближе к концу игры имеет больше всех очков (до 200), имеет наивысшие шансы на победу, что справедливо, так как для этого он очень хорошо постарался ранее.

В отличие от «Свиньи» игра "Сысна" имеет три ярких достоинства:
1. Игра очень динамична, так как все участники ходят одновременно, то есть не надо, как в обычной «Свинье», ждать очереди своего хода.
2. У всех участников выпадают одинаковые значения на костях, а, значит, никто не может пожаловаться, что ему не повезло на костях. 3
3. Участники объявляют свое решение по очереди, а потому те, которые объявляет позднее, получают дополнительное позиционное преимущество, а раз так, то появляется дополнительный сложный элемент стратегии – учитывать очередность объявлений. Так как очередность объявлений в каждом раунде меняется, то все находятся в равных условиях.

## Любопытные факты
В Израиле, где свинья считается некошерным животным, эта игра носит иное название — Катенька (по имени русской царицы Екатерины).